# Мамедова, Сиддига Рза кызы
Сиддига Рза кызы Мамедова (азерб.  Siddiqə Rza qızı Məmmədova; 8 марта 1925, Şəhriyar — 5 августа 2017, Баку) — советский и азербайджанский учёный-энтомолог, доктор биологических наук (1971), профессор (1993), действительный член НАНА (2001). Заслуженный деятель науки Азербайджанской ССР (1981).

## Биография
Родилась 8 марта 1925 года в селе Шахрияр Нахичеванской АССР Азербайджанской ССР. В 1947 году окончила агрономический факультет Азербайджанского государственного сельскохозяйственного института. 12 лет преподавала в том же вузе.
С 1963 года работает директором Азербайджанского научно-исследовательского института защиты растений. В 1971 году защитила докторскую диссертацию. В 1983 году была избрана в члены-корреспонденты НАНА. В 1993 году получила учёное звание профессора. В 2001 году избрана действительным членом НАН Азербайджана.

## Научная деятельность
Основные научные труды С. Мамедовой посвящены вопросам защиты виноградной лозы, хлопчатника, плодоовощных культур и лесных насаждений. В результате изучения вредной фауны многолетних трав, субтропических и других сельскохозяйственных культур разработаны меры борьбы.
Мамедова Сиддига — автор свыше 170 опубликованных научных работ, в том числе учебного пособия по сельскохозяйственной энтомологии, 4 авторских свидетельств и патентов.
Под её руководством подготовлено 14 кандидатов и 2 доктора наук.

### Некоторые научные работы
- Мамедова С. Р. Сельскохозяйственная  энтомология. — Баку: Азернешр, 1964, 1984.
- Мамедова С. Р. Вредители плодовых и субтропических культур в Азербайджане и борьба с ними. — Баку: Азернешр, 1974.
- Мамедова С. Р. Вредители и болезни сельскохозяйственных растений Азербайджана (справочник). — Баку: Азернешр, 1965.
- Мамедова С. Р. Основные вредители и болезни сельскохозяйственных культур (для фермеров). — Баку, 2000.

## Награды
- Орден «Шараф» (12 марта 2010 года) — за заслуги в развитии сельскохозяйственной науки в Азербайджане[1]
- Орден «Шохрат» (18 марта 2000 года) — за заслуги в развитии биологической науки в Азербайджане[2]
- Два ордена Трудового Красного Знамени (1971 и 1978)
- Орден «Знак Почёта» (1967)
- Медаль «За трудовую доблесть» (1967)
- Медаль «Ветеран труда» (1982)
- Заслуженный деятель науки Азербайджанской ССР (1981)
- Почётный диплом Президента Азербайджанской Республики (14 марта 2015 года) — за большие заслуги в развитии азербайджанской науки[3]